# Куликовский (Волгоградская область)
Куликовский — хутор в Новониколаевском районе Волгоградской области, центр Куликовского сельского поселения.

## География
Расположен в 26 километрах к юго-востоку от райцентра Новониколаевский, на безымянном ручье, левом притоке реки Кирхина, высота над уровнем моря 132 м. На хуторе имеются средняя школа, медучреждение, элеватор и железнодорожная станция Ярыженская Волгоградского отделения Приволжской железной дороги, 36 улиц и 8 переулков.

## История
Куликовский основан в 1860—1861 годах, братьями Куликовыми, и по сей день носит их имя. В начале это было всего лишь несколько домов с соломенными крышами в беспорядке разбросанных по балке. Хутор относился к юрту станицы Ярыженской Хопёрского округа Области Войска Донского. Согласно Списку населённых мест Области Войска Донского в 1873 года на хуторе проживало 69 мужчин и 72 женщины.
Население хутора быстро росло: переписи населения 1897 года на хуторе Куликов проживали 842 мужчины и 820 женщины. Большинство населения было неграмотным: из них грамотных мужчин — 357, грамотных женщин — 103.
Согласно алфавитному списку населённых мест Области Войска Донского 1915 года земельный надел составлял 7133 десятины, проживало 956 мужчин и 940 женщин, имелись хуторское правление, церковь, мужская и женская церковно-приходские школы.
С 1928 года в составе Новониколаевского района Хопёрского округа (упразднён в 1930 году) Нижне-Волжского края (с 1934 года — Сталинградского края,. В 1935 году включён в составе Бударинского района Сталинградского края (с 1936 года Сталинградской области, с 1954 по 1957 год район входил в состав Балашовской области). В 1960 году в связи с упразднением Бударинского района хутор Куликовский вновь включён в состав Новониколаевского района

## Население
Динамика численности населения по годам:
| 1873 | 1897 | 1915 | 1987  |
| ---- | ---- | ---- | ----- |
| 141  | 1662 | 1896 | ≈1500 |

| 2010 |
| ---- |
| 1166 |

### Известные уроженцы
Демихов Владимир Петрович — учёный-экспериментатор, основоположник мировой трансплантологии.

## Достопримечательности
Находясь в составе Области Войска Донского, на хуторе существовала Троицкая церковь. Построена она была в 1884 году на средства прихожан. Была деревянная, с такой же колокольней, покрытые листовым железом. Престол в храме был один — во имя Святой Троицы. Причт состоял из одного настоятеля и одного псаломщика. При церкви имелась церковно-приходская школа, учрежденная в 1884 году. В Государственном архиве Волгоградской области имеются документы, относящиеся к этой церкви.